# معبد بوذي

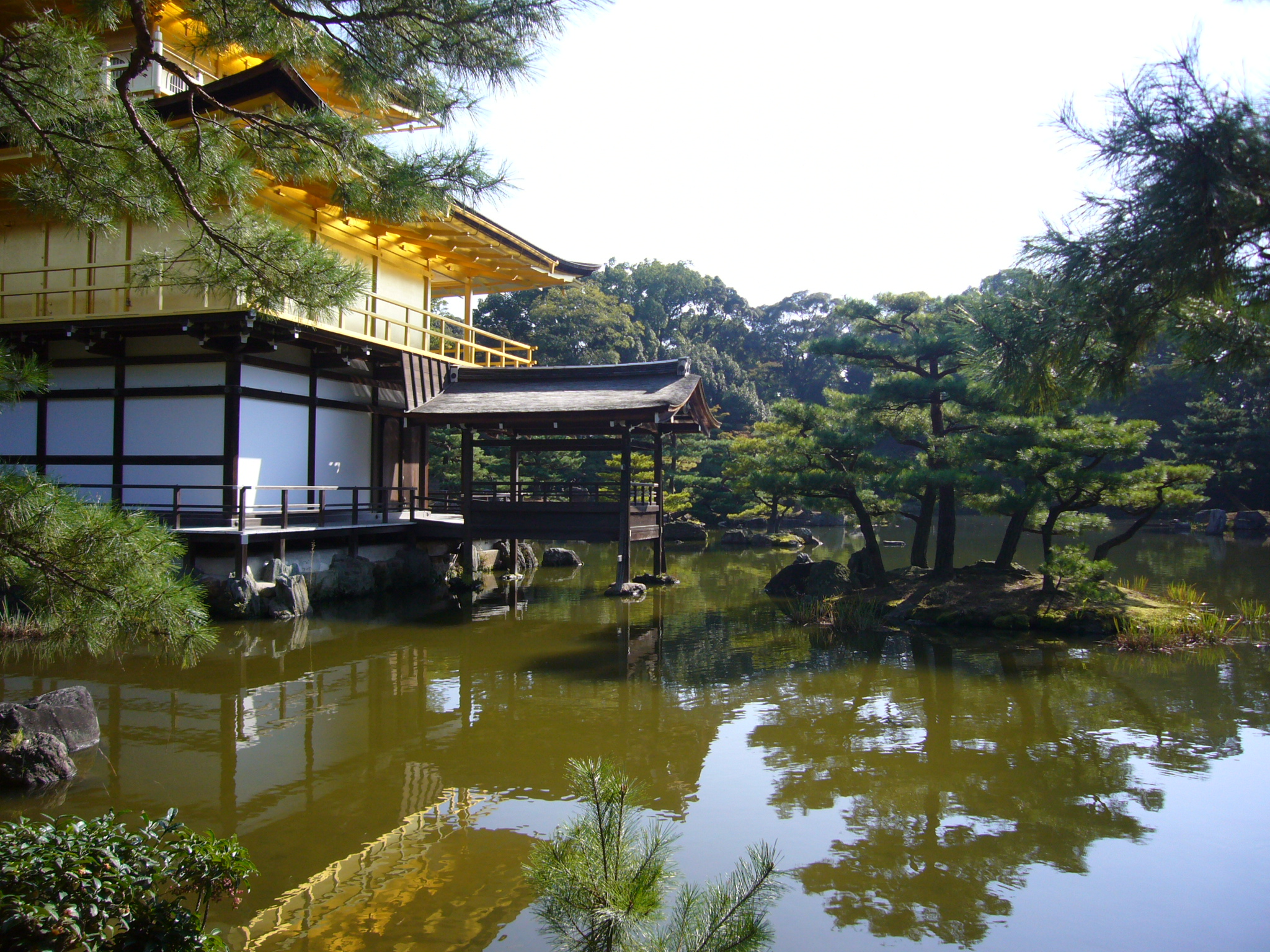
معبد كينكاكو-جي البوذي في اليابان

المعبد البوذي هو دار العبادة لدى البوذيين.
هناك أنواع من المعابد البوذية وذلك مع اختلاف المناطق واللغات وهي
- فيهارا
- ستوبا
- وات
- باغودا

يهدف تصميم المعابد البوذية إلى إضفاء جو يساعد على الوصول إلى الطمأنينة الدلخلية والخارجية وفق الاعتقاد البوذي؛ وتصمم المعابد البوذية عادة بحيث ترمز إلى العناصر التقليدية الخمسة: النار والتراب والماء والهواء والحكمة.

## معرض صور

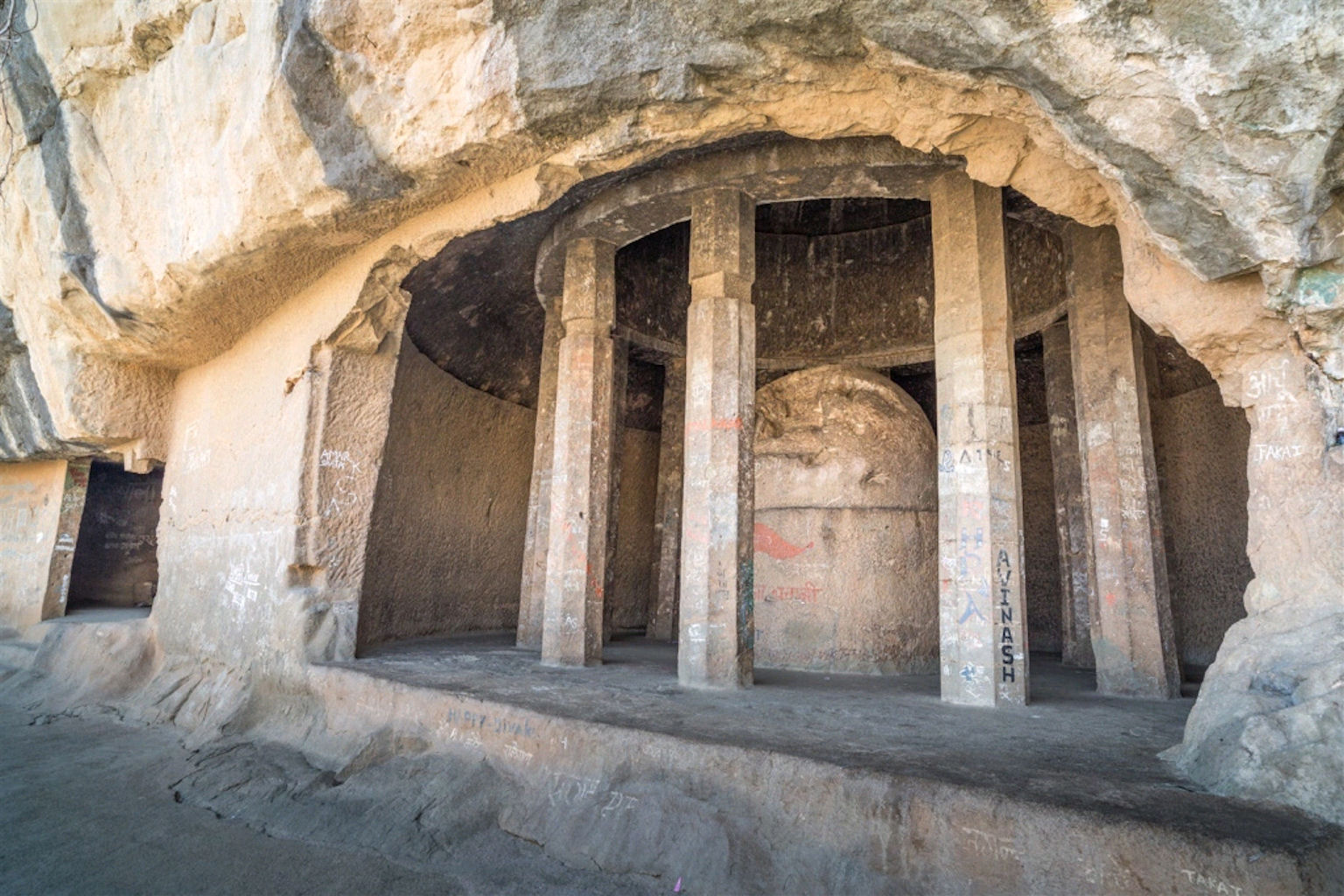
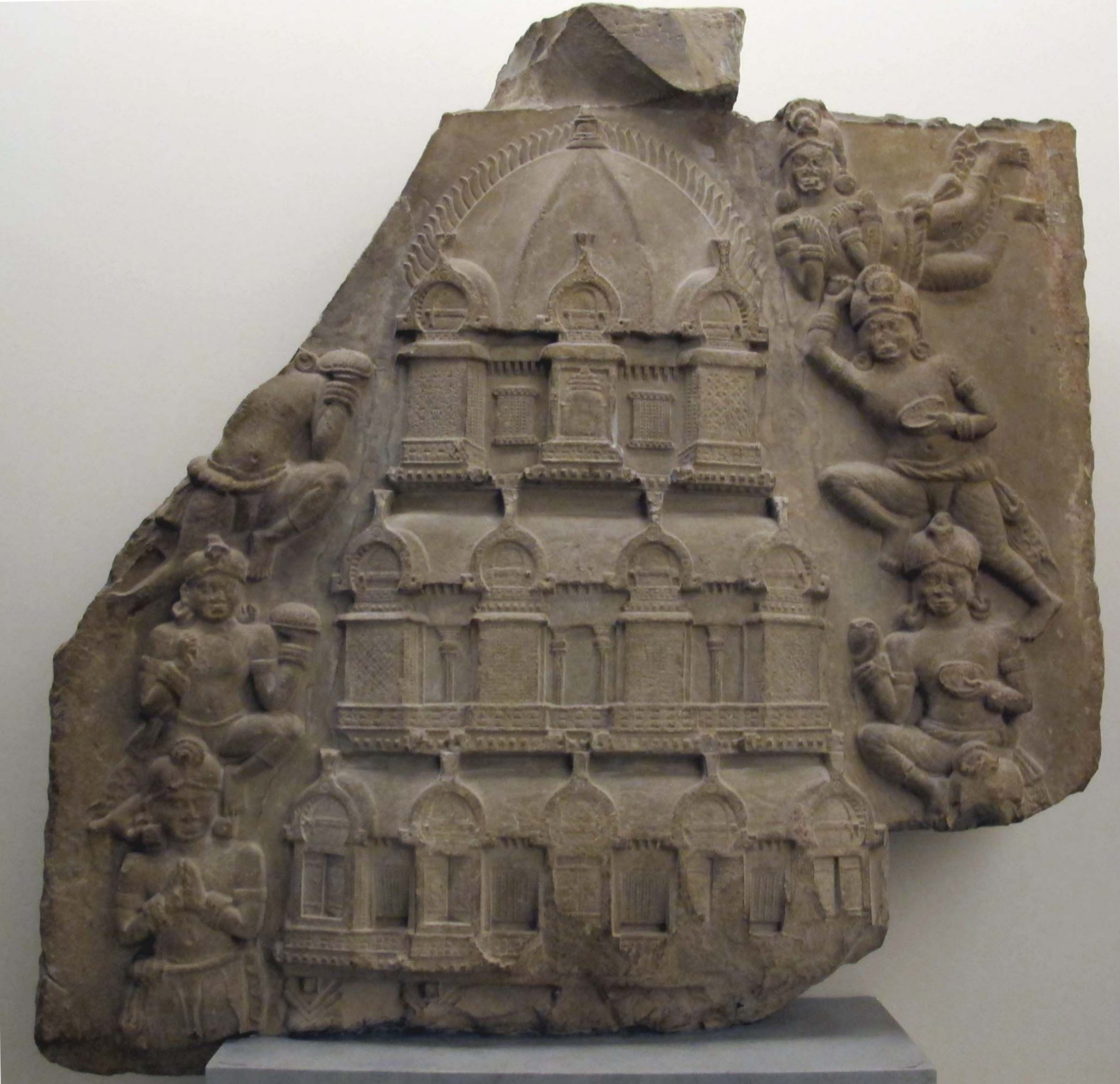
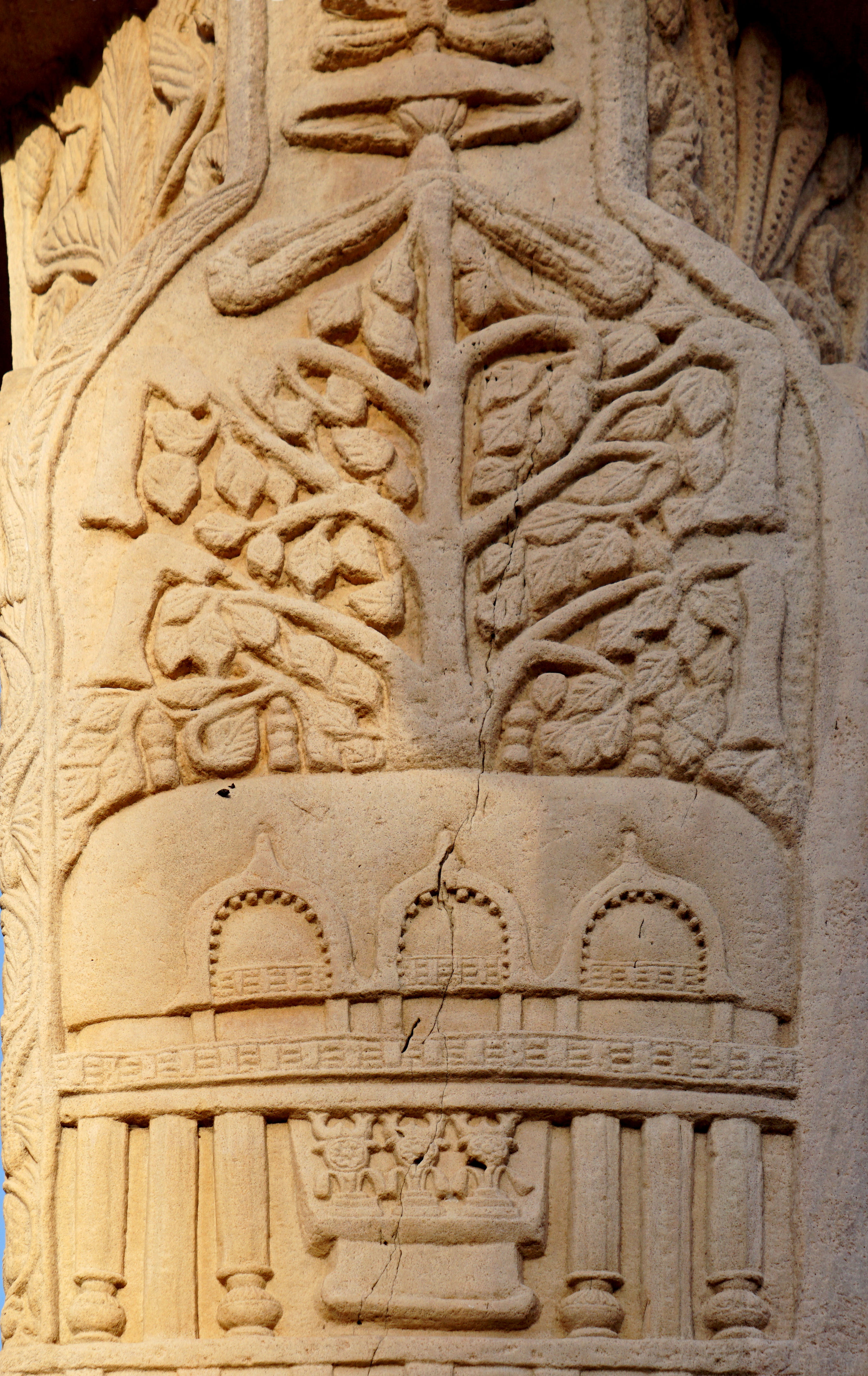